# Marnoz
Marnoz é uma comuna francesa na região administrativa de Borgonha-Franco-Condado, no departamento de Jura. Estende-se por uma área de 4,87 km². Em 2010 a comuna tinha 423 habitantes (densidade: 86,9 hab./km²).